# Марош-печицкая культура
Культура Печика, она же Перьям-Печика, Марош, Маруша, мурешская, марошская, печицкая — археологическая культура европейского бронзового века. Название происходит от реки Марош, протекающей на западе Румынии и юго-востоке Венгрии, а также от эпонимных стоянок.

## Происхождение
Генезис данной культуры связан с появлением на территории нынешнего Баната, в низовьях реки Тимиш, группы населения, происходившего из анатолийско-балканской полосы, так называемой группы Питварош. Затем на эту же территорию приходит новая группа, также анатолийско-балканского происхождения, и смесь обеих указанных групп приводит к образованию марошско-печицкой культуры.

## Хронология и область распространения
Культура существовала в те времена, когда территории над Тисой были заняты надьревской культурой. Однако печицкая культура просуществовала дольше надьревской: она датируется около 2300—1700/1600 гг. до н. э.
Первоначально она занимала территорию Баната над нижним Тимишем и над Тисой близ устья Мароша, однако под влиянием напора ватинской культуры её население переселилось в северном направлении, в верховья Тисы, вплоть до устья Кереша, на земли, занятые ранее поселениями хатванской культуры. Здесь возникла группа Сёрег. Другая часть населения переселилась на северо-запад в сторону Дуная — археологи назвали её группа Герьен.

## Хозяйство
Культура занималась в основном земледелием, о чём свидетельствуют находки в поселениях зёрен пшеницы. Также было развито скотоводство (найдены кости крупного рогатого скота, свиньи и лошади). Некоторую роль играла также охота (кости оленя) и рыболовство.

## Жилища и строения
Данные о поселениях ранней фазы печицкой культуры (группа Питварош) отсутствуют, однако на более поздних стадиях развития культуры появились поселения типа теллей, по которым данная культура изучена. Два наиболее изученных телля — местности Перьям (Перьямош) и Печика (Печка).
- Телль Печика имеет высоту 3 метра, представляет собой искусственное овальное возвышение размером 70 на 117 м. Телль располагается на краю заливной террасы реки Марош. Дома имели квадратную планировку, а их полы были выложены из глины. Между домами пролегали узкие улицы.
- Телль Перьям содержит культурный слой бронзового века глубиной 1,5 метра, который находится поверх более старых, неолитических слоёв. Дома имели прямоугольную планировку, размером 4-5 на 6-8 метров. Имели шестово-рамочную конструкцию, а полы были выложены из глины. Посреди домов в углублении располагался очаг. Поблизости от домов находились ямы-склады орудий. Вероятнее всего, дома располагались правильными рядами.

## Погребальный обряд
Некрополи марош-печицкой культуры обычно расположены вблизи поселений, однако встречаются и индивидуальные погребения в поселениях. Обряд погребения — скелетный. Умерших хоронили в скорченном положении, ориентация по отношению к сторонам света могла быть разной. В погребениях также находились от 2 до 4 сосудов или бронзовые и костяные украшения. В некоторых из погребений встречаются также остатки животных, а в мужских погребениях встречается вооружение. В некрополе в местности Мокрин (Сербия) обнаружены человеческие погребения в пифосах. Единственные известные погребения путём кремации происходят с территории, где марош-печицкая культура граничила с культурой Ватя и, видимо, связаны с влиянием последней.

## Инвентарь
Среди керамических изделий наиболее характерными являются жбаны и посуда c луковицеобразными корпусами, выступающими шейками и двумя крупными ушками.
Была развита металлургия, одним из центров которой был телль в Печике (венг. Pécska, рум. Pecica), где найдены многочисленные литейные формы. Среди бронзовых изделий можно отметить различные типы шпилек, например, кипрского типа, тутулусы, декоративные бляшки, бусины и подвески, а также топоры.
Известны также костяные изделия — такие, как шпильки, подвески, бусины, шила, мотыги, небольшие штыри из конских копыт. Кроме того, найдены также каменные топоры и бусы, изготовленные из раковин и фаянса.

## Исчезновение
Печицкая культура исчезла под ударами экспансии населения круга культур курганных погребений на стадии B1 бронзового века. Только в устье Кереса вплоть до Тисы, где существовала небольшая группа поселений, культура просуществовала дольше.

## Палеогенетика
У образцов из некрополя Мокрин определили митохондриальные гаплогруппы U5a2b1a, J1c, H32, U4a2, H1aj, U5a2b1a, T2b11, U3a1, T2b, J1b1a1, J1c, T2b, H, H80, H1, K1a4, H2b, U5b2a2c, HV0e и Y-хромосомные гаплогруппы I2a1b, J2b, R1b1a2a2c1, BT, R1b1a2a2c1a1, I2a2a1a2a2, I2a1a.